# Římskokatolická farnost Martínkov
Římskokatolická farnost Martínkov je územní společenství římských katolíků s farním kostelem Navštívení Panny Marie v moravskobudějovickém děkanství.

## Historie farnosti
Z původního kostela se dochovalo gotické jádro, ke kterému byla ve druhé polovině 16. století přistavěna věž. Po třicetileté válce byl kostel opraven a roku 1713 barokizován. 

## Duchovní správci
Jména duchovních správců Martínkova jsou známa od roku 1714.Od 1. září 2013 byl administrátorem excurrendo R. D. Mgr. Alois Pernička. Toho od 1. srpna 2016 vystřídal D. Pavel Rostislav Novotný, OPraem. S platností od 1. srpna 2019 byl novým administrátorem excurrendo jmenován R. D. Tomáš Mikula. Dne 1. října 2021 se stal administrátorem excurrendo farnosti R. D. Mgr. Lubomír Říhák.

## Bohoslužby
| Kostel                          | Místo     | Bohoslužba (den) | Hodina     | Poznámka     |
| ------------------------------- | --------- | ---------------- | ---------- | ------------ |
| kostelem Navštívení Panny Marie | Martínkov | neděle pátek     | 9.30 18.00 | farní kostel |

## Kněží pocházející z farnosti
Z farnosti pocházejí P. Václav Kosmák, kněz a spisovatel, populární ve druhé polovině 19. století, a P. Leopold Benáček, duchovní vězněný v období komunistické totality.

## Aktivity ve farnosti
Dnem vzájemných modliteb farností za bohoslovce a bohoslovců za farnosti brněnské diecéze je 29. září. Adorační den připadá na 10. února.
Na území farnosti se koná Tříkrálová sbírka. V roce 2014 se při ní vybralo 5 858 korun,, o rok později 7 480 korun.. V roce 2017 činil výtěžek sbírky 6 837 korun.